# Padirac
Cet article possède des paronymes, voir Madirac et Sadirac.
Padirac est une commune française située dans le nord du département du Lot, en région Occitanie.
Elle est également dans le causse de Gramat, le plus vaste et le plus sauvage des quatre causses du Quercy.
Exposée à un climat océanique altéré, aucun cours d'eau permanent n'est répertorié sur la commune. Incluse dans le bassin de la Dordogne, la commune possède un patrimoine naturel remarquable :  et trois zones naturelles d'intérêt écologique, faunistique et floristique.
Padirac est une commune rurale qui compte 183 habitants en 2022, après avoir connu un pic de population de 391 habitants en 1846.  Elle fait partie de l'aire d'attraction de Biars-sur-Cère - Saint-Céré. Ses habitants sont appelés les Padiracois et les Padiracoises.
La commune est connue en particulier pour le gouffre de Padirac qui attire de nombreux visiteurs.

## Géographie
Commune située dans le causse de Gramat sur la RD 673 entre Gourdon et Saint-Céré.
La commune est desservie par la gare de Rocamadour-Padirac sur la ligne de Brive-la-Gaillarde à Toulouse-Matabiau via Capdenac et située sur la commune de Rocamadour.

### Communes limitrophes
Les communes limitrophes sont Gintrac, Loubressac, Miers et Thégra.
|       | Gintrac |            |
| Miers | Padirac | Loubressac |
|       | Thégra  |            |

### Climat
Pour des articles plus généraux, voir Climat de l'Occitanie et Climat du Lot.
En 2010, le climat de la commune est de type climat océanique altéré, selon une étude s'appuyant sur une série de données couvrant la période 1971-2000. En 2020, Météo-France publie une typologie des climats de la France métropolitaine dans laquelle la commune est dans une zone de transition entre le climat océanique altéré et le climat de montagne ou de marges de montagne et est dans la région climatique Ouest et nord-ouest du Massif Central, caractérisée par une pluviométrie annuelle de 900 à 1 500 mm, maximale en automne et en hiver.
Pour la période 1971-2000, la température annuelle moyenne est de 11,5 °C, avec une amplitude thermique annuelle de 15,2 °C. Le cumul annuel moyen de précipitations est de 1 122 mm, avec 12,3 jours de précipitations en janvier et 7,3 jours en juillet. Pour la période 1991-2020, la température moyenne annuelle observée sur la station météorologique la plus proche, située sur la commune de Lunegarde à 18 km à vol d'oiseau, est de 12,6 °C et le cumul annuel moyen de précipitations est de 828,1 mm,. Pour l'avenir, les paramètres climatiques de la commune estimés pour 2050 selon différents scénarios d’émission de gaz à effet de serre sont consultables sur un site dédié publié par Météo-France en novembre 2022.

### Milieux naturels et biodiversité

#### Espaces protégés
La protection réglementaire est le mode d’intervention le plus fort pour préserver des espaces naturels remarquables et leur biodiversité associée,.
La commune fait partie du parc naturel régional des Causses du Quercy, un espace protégé créé en 1999 et d'une superficie de 183 039 ha, qui s'étend sur 102 communes du département du Lot. La cohérence du territoire du Parc s’est fondée sur l’unité géologique d’un même socle de massif karstique, entaillé de profondes vallées. Le périmètre repose sur une unité de paysages autour de la pierre et du bâti (souvent en pierre sèche), de l’empreinte des pelouses sèches et du pastoralisme et de l’omniprésence des patrimoines naturels et culturels,. Ce parc a été classé Géoparc en mai 2017 sous la dénomination « géoparc des causses du Quercy », faisant dès lors partie du réseau mondial des Géoparcs, soutenu par l’UNESCO,.
La commune fait également partie de la zone de transition du bassin de la Dordogne, un territoire d'une superficie de 1 880 258 ha reconnu réserve de biosphère par l'UNESCO en juillet 2012,.

#### Zones naturelles d'intérêt écologique, faunistique et floristique
L’inventaire des zones naturelles d'intérêt écologique, faunistique et floristique (ZNIEFF) a pour objectif de réaliser une couverture des zones les plus intéressantes sur le plan écologique, essentiellement dans la perspective d’améliorer la connaissance du patrimoine naturel national et de fournir aux différents décideurs un outil d’aide à la prise en compte de l’environnement dans l’aménagement du territoire.
Deux ZNIEFF de type 1 sont recensées sur la commune :
les « pelouses sèches et bois de la partie Nord du causse de Gramat et rivière souterraine de Padirac » (3 605 ha), couvrant 10 communes du département et 
les « prairies naturelles et boisements de la combe Molière et du Bos del Moussur » (178 ha), couvrant 4 communes du département
et une ZNIEFF de type 2, : 
le « plateau et bassin d'alimentation du système karstique de Padirac » (10 133 ha), couvrant 11 communes du département.

Cartes des ZNIEFF de type 1 et 2 à Padirac.
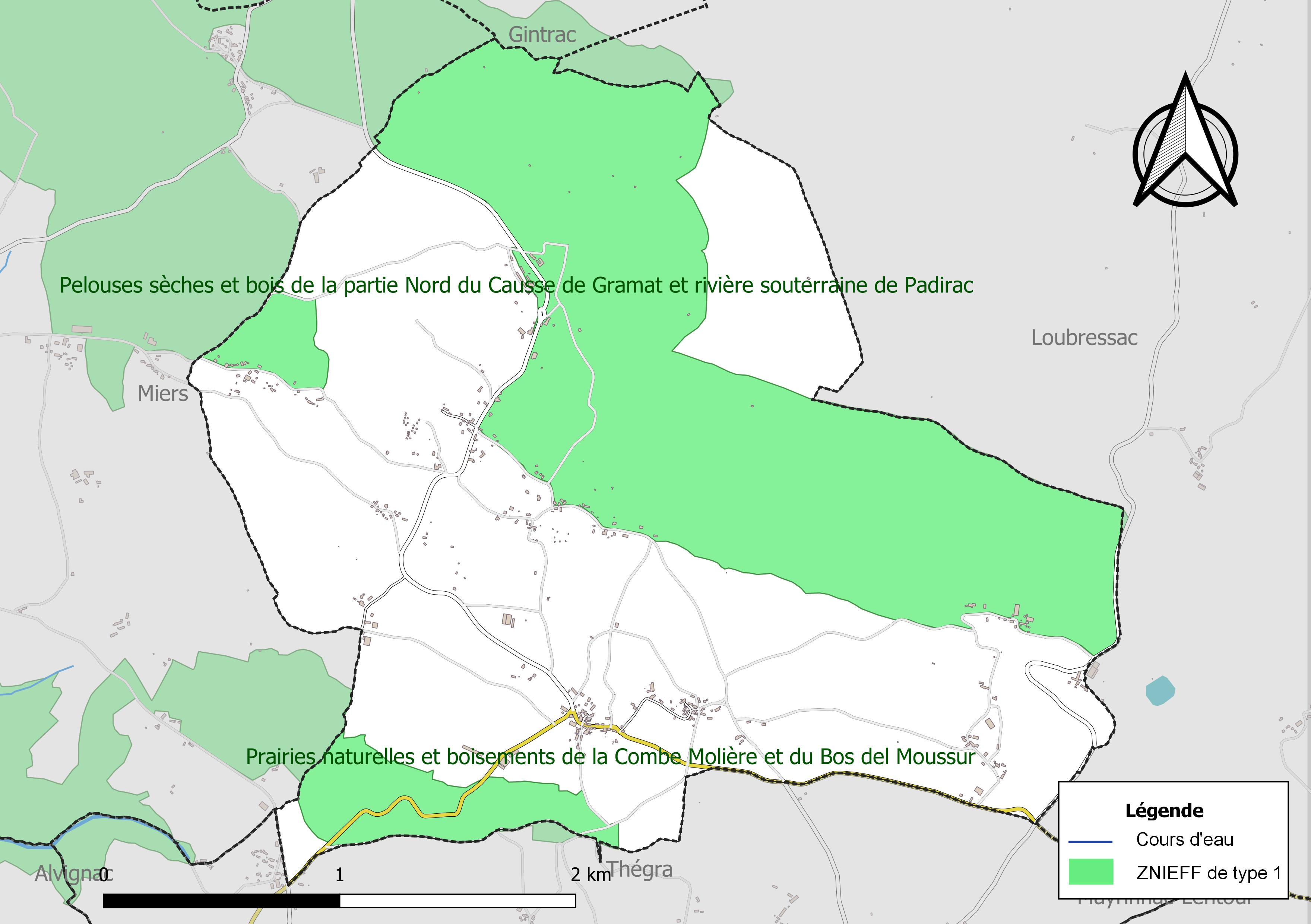
Carte des ZNIEFF de type 1 sur la commune.
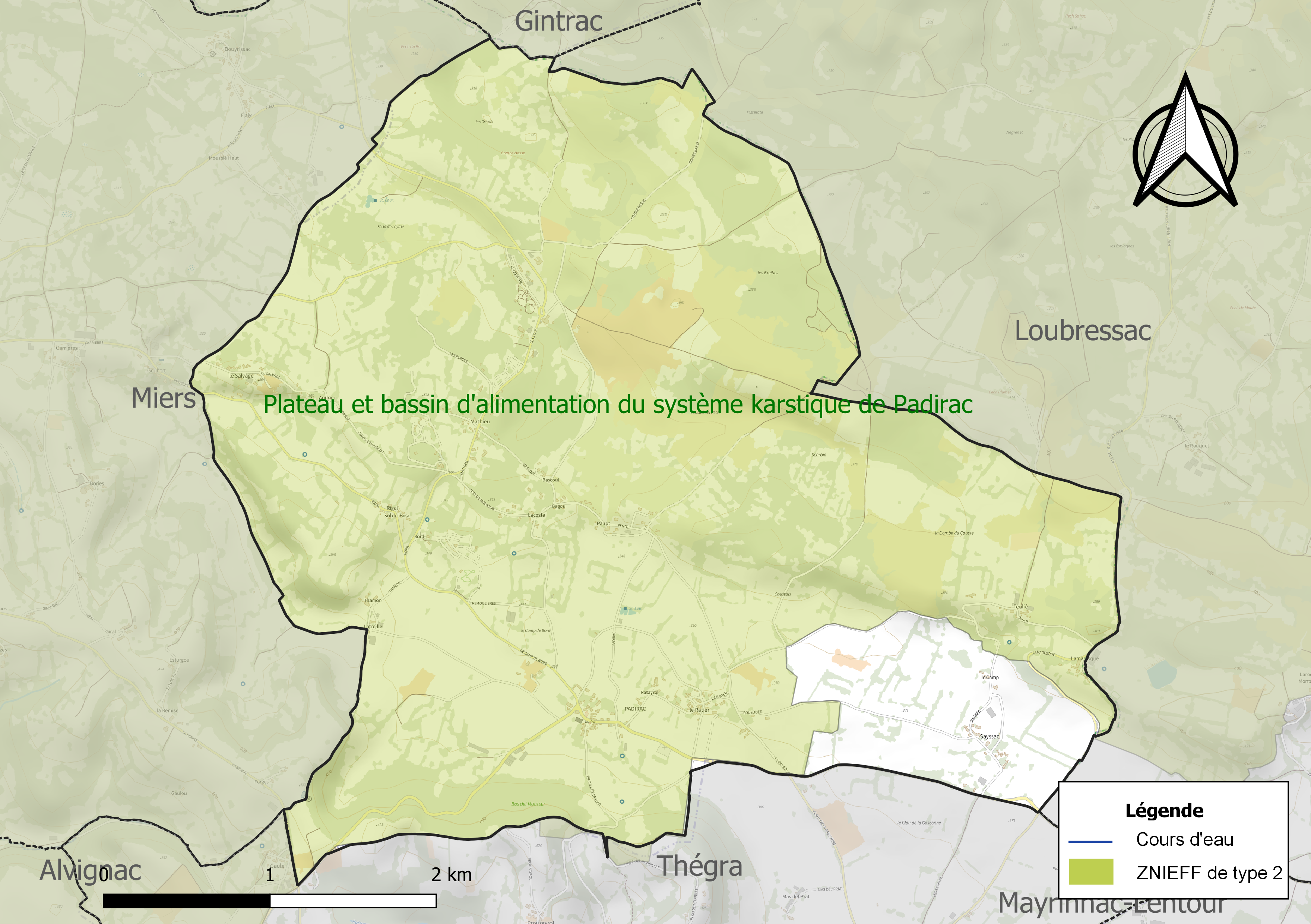
Carte de la ZNIEFF de type 2 sur la commune.

## Urbanisme

### Typologie
Au 1er janvier 2024, Padirac est catégorisée commune rurale à habitat très dispersé, selon la nouvelle grille communale de densité à sept niveaux définie par l'Insee en 2022.
Elle est située hors unité urbaine. Par ailleurs la commune fait partie de l'aire d'attraction de Biars-sur-Cère - Saint-Céré, dont elle est une commune de la couronne,. Cette aire, qui regroupe 49 communes, est catégorisée dans les aires de moins de 50 000 habitants,.

### Occupation des sols
L'occupation des sols de la commune, telle qu'elle ressort de la base de données européenne d’occupation biophysique des sols Corine Land Cover (CLC), est marquée par l'importance des forêts et milieux semi-naturels (57,9 % en 2018), une proportion identique à celle de 1990 (57,9 %). La répartition détaillée en 2018 est la suivante : 
milieux à végétation arbustive et/ou herbacée (54,3 %), prairies (32,8 %), zones agricoles hétérogènes (9,3 %), forêts (3,6 %). L'évolution de l’occupation des sols de la commune et de ses infrastructures peut être observée sur les différentes représentations cartographiques du territoire : la carte de Cassini (XVIIIe siècle), la carte d'état-major (1820-1866) et les cartes ou photos aériennes de l'IGN pour la période actuelle (1950 à aujourd'hui).

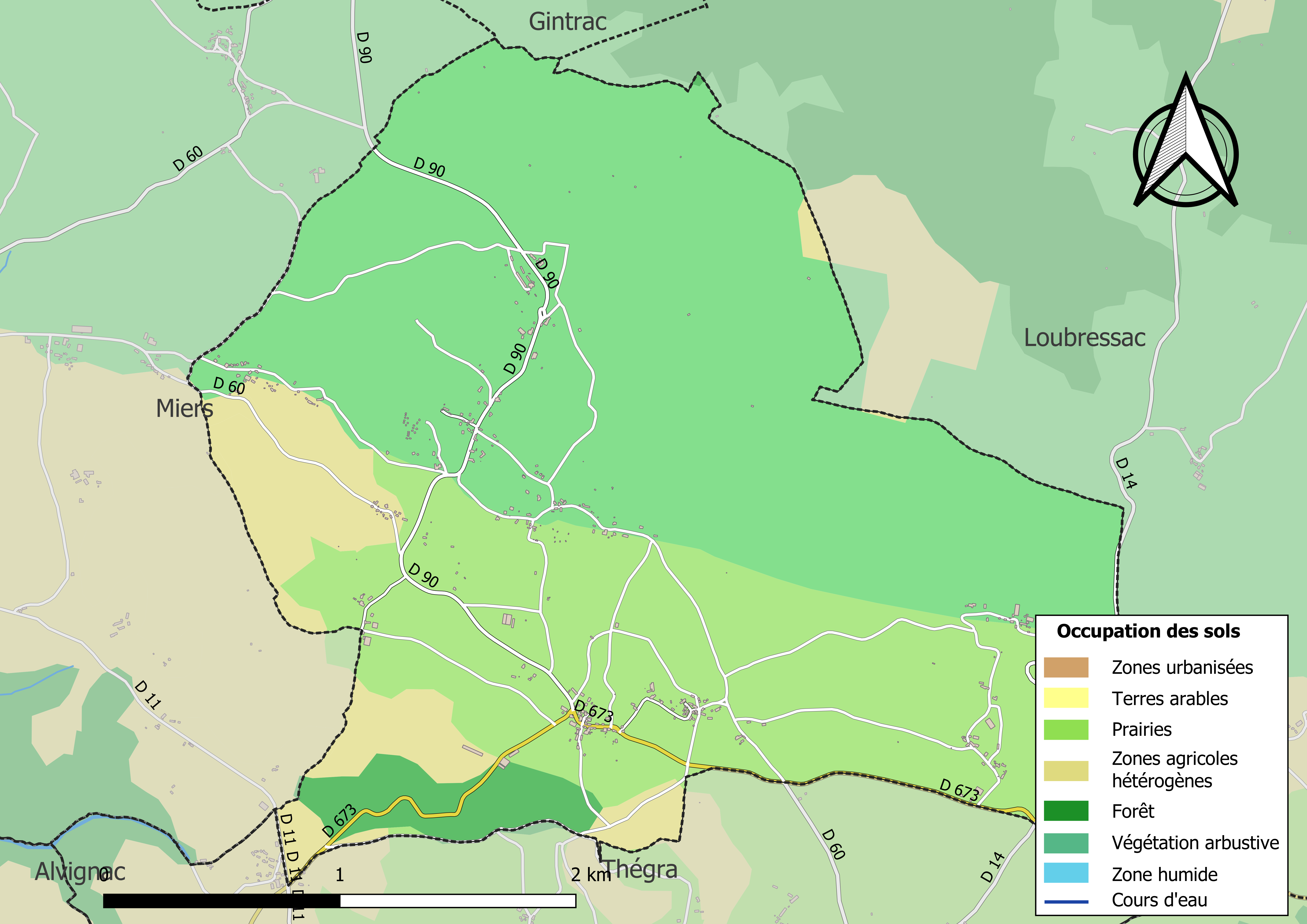
Carte des infrastructures et de l'occupation des sols de la commune en 2018 (CLC).

### Risques majeurs
Le territoire de la commune de Padirac est vulnérable à différents aléas naturels : météorologiques (tempête, orage, neige, grand froid, canicule ou sécheresse), feux de forêts, mouvements de terrains et séisme (sismicité très faible). Un site publié par le BRGM permet d'évaluer simplement et rapidement les risques d'un bien localisé soit par son adresse soit par le numéro de sa parcelle.
Padirac est exposée au risque de feu de forêt. Un plan départemental de protection des forêts contre les incendies a été approuvé par arrêté préfectoral le 30 novembre 2015 pour la période 2015-2025. Les propriétaires doivent ainsi couper les broussailles, les arbustes et les branches basses sur une profondeur de 50 mètres, aux abords des constructions, chantiers, travaux et installations de toute nature, situées à moins de 200 mètres de terrains en nature
de bois, forêts, plantations, reboisements, landes ou friches. Le brûlage des déchets issus de l’entretien des parcs et jardins des ménages et des collectivités est interdit. L’écobuage est également interdit, ainsi que les feux de type méchouis et barbecues, à l’exception de ceux prévus dans des installations fixes (non situées sous couvert d'arbres) constituant une dépendance d'habitation.

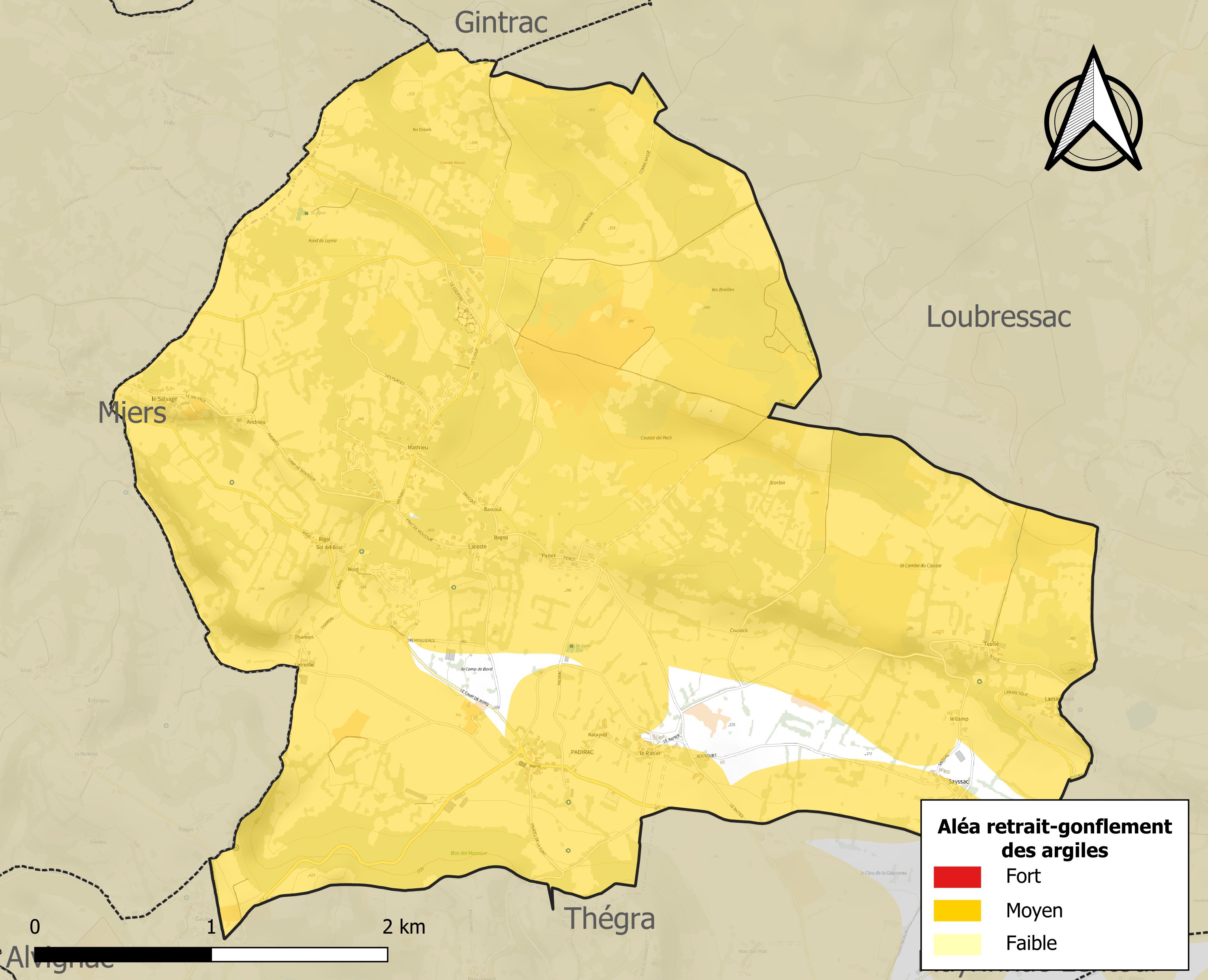
Carte des zones d'aléa retrait-gonflement des sols argileux de Padirac.

Les mouvements de terrains susceptibles de se produire sur la commune sont des affaissements et effondrements liés aux cavités souterraines (hors mines) et des glissements de terrain. Par ailleurs, afin de mieux appréhender le risque d’affaissement de terrain, l'inventaire national des cavités souterraines permet de localiser celles situées sur la commune.
Le retrait-gonflement des sols argileux est susceptible d'engendrer des dommages importants aux bâtiments en cas d’alternance de périodes de sécheresse et de pluie. 95,7 % de la superficie communale est en aléa moyen ou fort (67,7 % au niveau départemental et 48,5 % au niveau national). Sur les 133 bâtiments dénombrés sur la commune en 2019, 128 sont en aléa moyen ou fort, soit 96 %, à comparer aux 72 % au niveau départemental et 54 % au niveau national. Une cartographie de l'exposition du territoire national au retrait gonflement des sols argileux est disponible sur le site du BRGM,.
Par ailleurs, afin de mieux appréhender le risque d’affaissement de terrain, l'inventaire national des cavités souterraines permet de localiser celles situées sur la commune.
La commune a été reconnue en état de catastrophe naturelle au titre des dommages causés par les inondations et coulées de boue survenues en 1982, 1989 et 1999. Concernant les mouvements de terrains, la commune a été reconnue en état de catastrophe naturelle au titre des dommages causés par la sécheresse en 2019 et par des mouvements de terrain en 1999.

## Toponymie
Le toponyme Padirac est basé sur l'anthroponyme latin ou roman Palerius. La terminaison -ac est issue du suffixe gaulois -acon (lui-même du celtique commun *-āko-), souvent latinisé en -acum dans les textes.
En occitan, le village s’appelle localement [pɔðiˈra] et ce nom s'écrit comme en français : Padirac.

## Histoire
La commune a été créée en 1828 par détachement de sections de Miers.

## Politique et administration

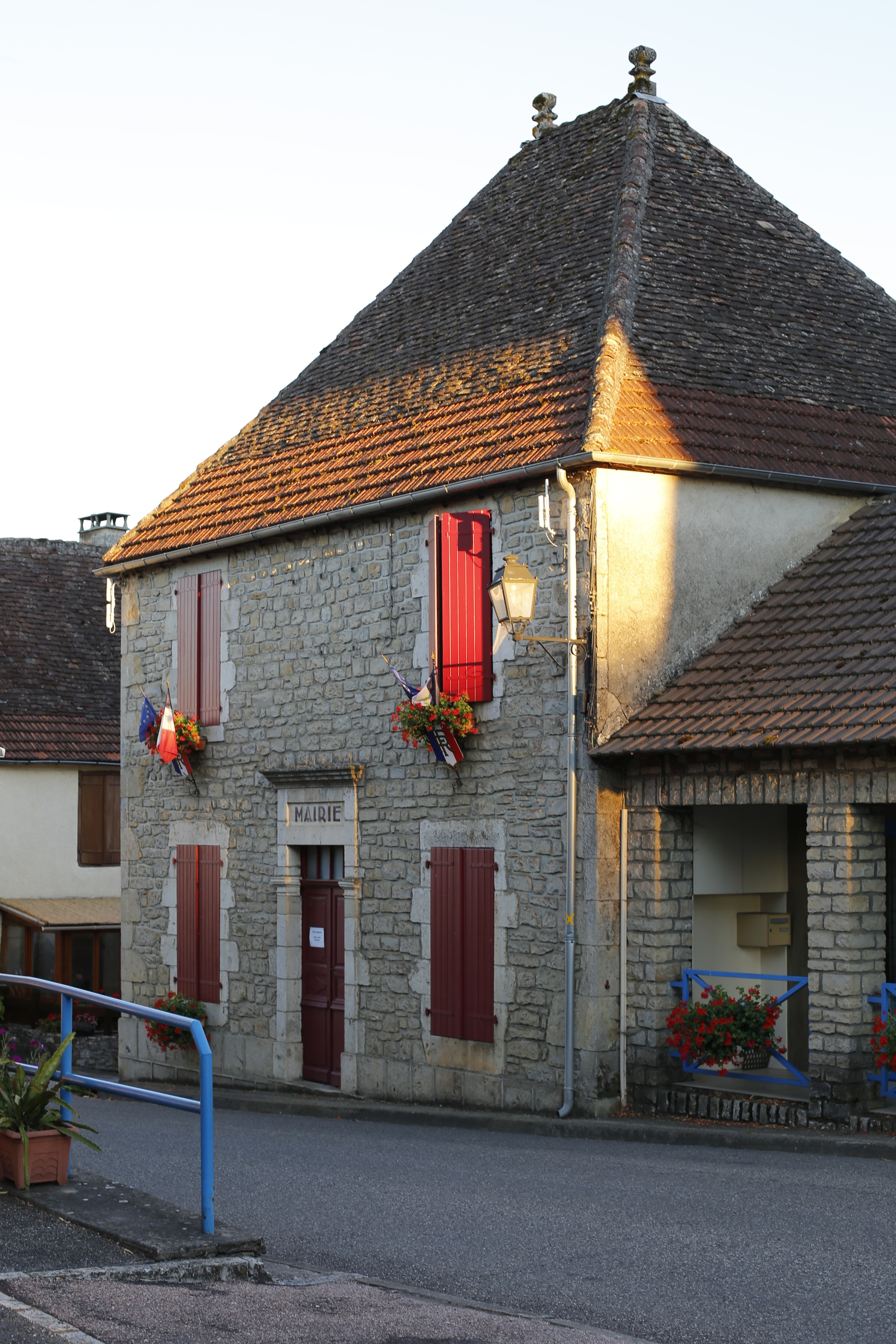
La mairie de Padirac.

| Période                                  | Période  | Identité                   | Étiquette | Qualité                              |
| ---------------------------------------- | -------- | -------------------------- | --------- | ------------------------------------ |
| 1829                                     | 1830     | Jean Viroles               |           |                                      |
| 1830                                     | 1844     | Jean François Calle        |           |                                      |
| 1844                                     | 1851     | Auguste Viroles            |           |                                      |
| 1852                                     | 1870     | Jean Calle                 |           |                                      |
| 1870                                     | 1871     | Antoine Clarety            |           |                                      |
| 1871                                     | 1878     | Auguste Viroles            |           |                                      |
| 1878                                     | 1888     | Jean Calle                 |           |                                      |
| 1888                                     | 1892     | Vignes De Salvagnac        |           |                                      |
| 1892                                     | 1901     | François Calle             |           |                                      |
| 1901                                     | 1904     | Edmond Vignes De Salvagnac |           |                                      |
| 1904                                     | 1912     | Baptiste Bouzou            |           |                                      |
| 1912                                     | 1925     | Jean Tournie               |           |                                      |
| 1925                                     | 1935     | Baptiste Bouzou            |           |                                      |
| 1935                                     | 1943     | William Beamish            |           | Révoqué par le Gouvernement de Vichy |
| 1944                                     | 1959     | Augustin Tournie           |           |                                      |
| 1959                                     | 1983     | Robert Montbertrand        |           |                                      |
| 1983                                     | 2008     | Marie-hélène Malaurie      |           |                                      |
| 2008                                     | 2014     | Jérôme Pinquie             |           |                                      |
| 2014                                     | 2019     | Pierre Chamagne            |           | Décédé en cours de fonction          |
| 2019                                     | 2020     | Intérim                    |           |                                      |
| 2020                                     | En cours | André Andrzejewski         |           |                                      |
| Les données manquantes sont à compléter. |          |                            |           |                                      |

## Démographie
| 1793 | 1800 | 1831 | 1836 | 1841 | 1846 | 1851 | 1856 | 1861 |
| ---- | ---- | ---- | ---- | ---- | ---- | ---- | ---- | ---- |
| 380  | 186  | 357  | 383  | 383  | 391  | 378  | 373  | 357  |

| 1866 | 1872 | 1876 | 1881 | 1886 | 1891 | 1896 | 1901 | 1906 |
| ---- | ---- | ---- | ---- | ---- | ---- | ---- | ---- | ---- |
| 334  | 306  | 313  | 274  | 280  | 259  | 256  | 226  | 232  |

| 1911 | 1921 | 1926 | 1931 | 1936 | 1946 | 1954 | 1962 | 1968 |
| ---- | ---- | ---- | ---- | ---- | ---- | ---- | ---- | ---- |
| 226  | 196  | 190  | 190  | 186  | 166  | 229  | 224  | 177  |

| 1975 | 1982 | 1990 | 1999 | 2006 | 2011 | 2016 | 2021 | 2022 |
| ---- | ---- | ---- | ---- | ---- | ---- | ---- | ---- | ---- |
| 162  | 148  | 160  | 168  | 185  | 185  | 159  | 174  | 183  |

## Économie

### Revenus
En 2018, la commune compte 74 ménages fiscaux, regroupant 152 personnes. La médiane du revenu disponible par unité de consommation est de 20 280 € (20 740 € dans le département).

### Emploi
|                | 2008  | 2013  | 2018   |
| -------------- | ----- | ----- | ------ |
| Commune        | 2,9 % | 3,6 % | 13,7 % |
| Département    | 7,3 % | 8,9 % | 9,6 %  |
| France entière | 8,3 % | 10 %  | 10 %   |

En 2018, la population âgée de 15 à 64 ans s'élève à 93 personnes, parmi lesquelles on compte 81,1 % d'actifs (67,4 % ayant un emploi et 13,7 % de chômeurs) et 18,9 % d'inactifs,. En  2018, le taux de chômage communal (au sens du recensement) des 15-64 ans est supérieur à celui du département et de la France, alors qu'en 2008 la situation était inverse.
La commune fait partie de la couronne de l'aire d'attraction de Biars-sur-Cère - Saint-Céré, du fait qu'au moins 15 % des actifs travaillent dans le pôle,. Elle compte 70 emplois en 2018, contre 63 en 2013 et 60 en 2008. Le nombre d'actifs ayant un emploi résidant dans la commune est de 67, soit un indicateur de concentration d'emploi de 104,1 % et un taux d'activité parmi les 15 ans ou plus de 58,2 %.
Sur ces 67 actifs de 15 ans ou plus ayant un emploi, 29 travaillent dans la commune, soit 44 % des habitants. Pour se rendre au travail, 72,5 % des habitants utilisent un véhicule personnel ou de fonction à quatre roues, 1,4 % les transports en commun, 2,8 % s'y rendent en deux-roues, à vélo ou à pied et 23,2 % n'ont pas besoin de transport (travail au domicile).

### Activités hors agriculture
28 établissements sont implantés  à Padirac au 31 décembre 2019.
Le secteur du commerce de gros et de détail, des transports, de l'hébergement et de la restauration est prépondérant sur la commune puisqu'il représente 53,6 % du nombre total d'établissements de la commune (15 sur les 28 entreprises implantées  à Padirac), contre 29,9 % au niveau départemental.

### Agriculture
|               | 1988 | 2000 | 2010 | 2020 |
| ------------- | ---- | ---- | ---- | ---- |
| Exploitations | 17   | 10   | 9    | 9    |
| SAU (ha)      | 588  | 700  | 629  | 494  |

La commune est dans les Causses », une petite région agricole occupant une grande partie centrale du département du Lot. En 2020, l'orientation technico-économique de l'agriculture  sur la commune est la polyculture et/ou le polyélevage. Neuf exploitations agricoles ayant leur siège dans la commune sont dénombrées lors du recensement agricole de 2020 (17 en 1988). La superficie agricole utilisée est de 494 ha,,.

## Sites et monuments
- Église Saint-Julien de Padirac. L'édifice est référencé dans la base Mérimée et à l'Inventaire général de la région Occitanie[37].

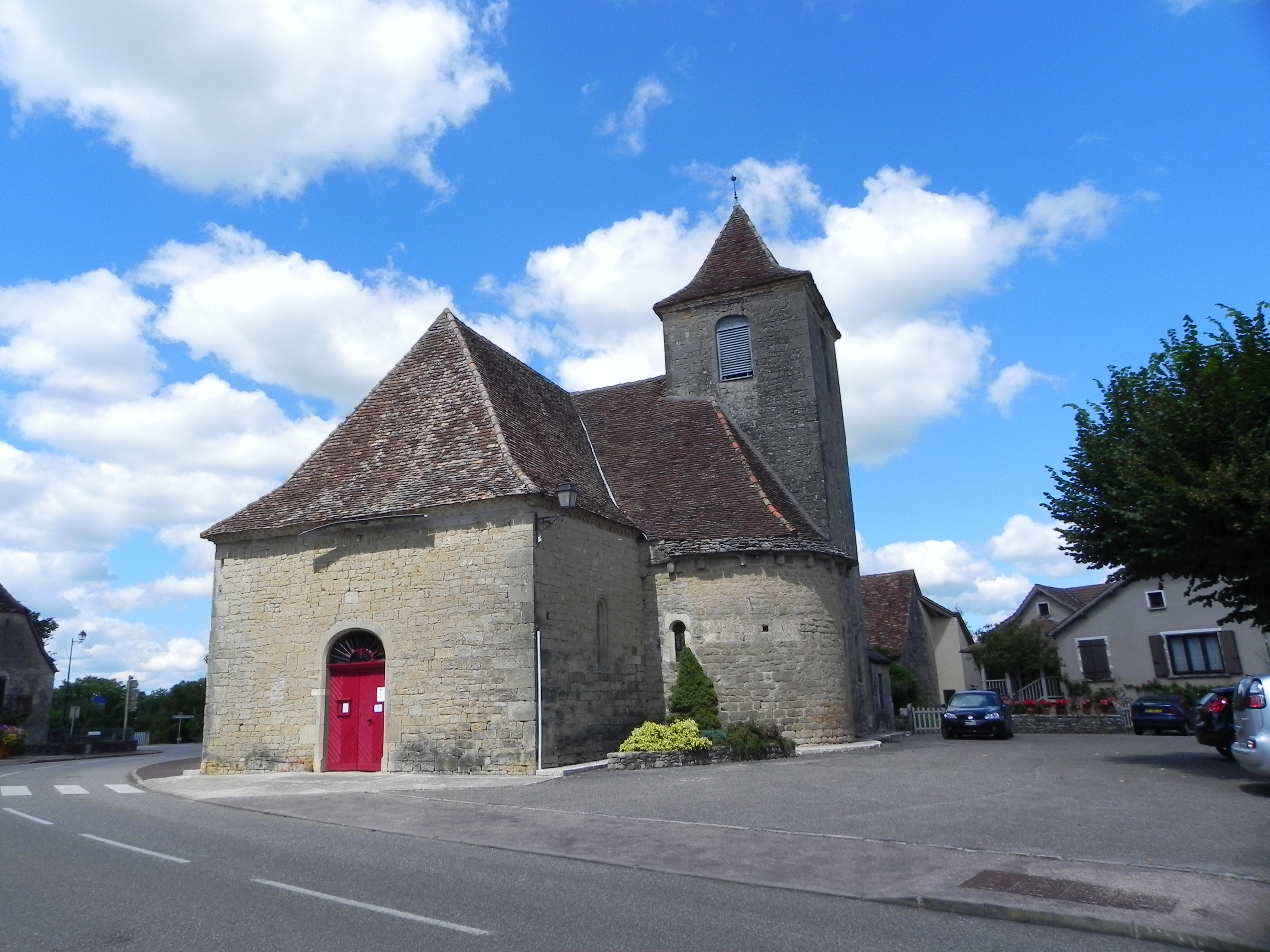
L'église.
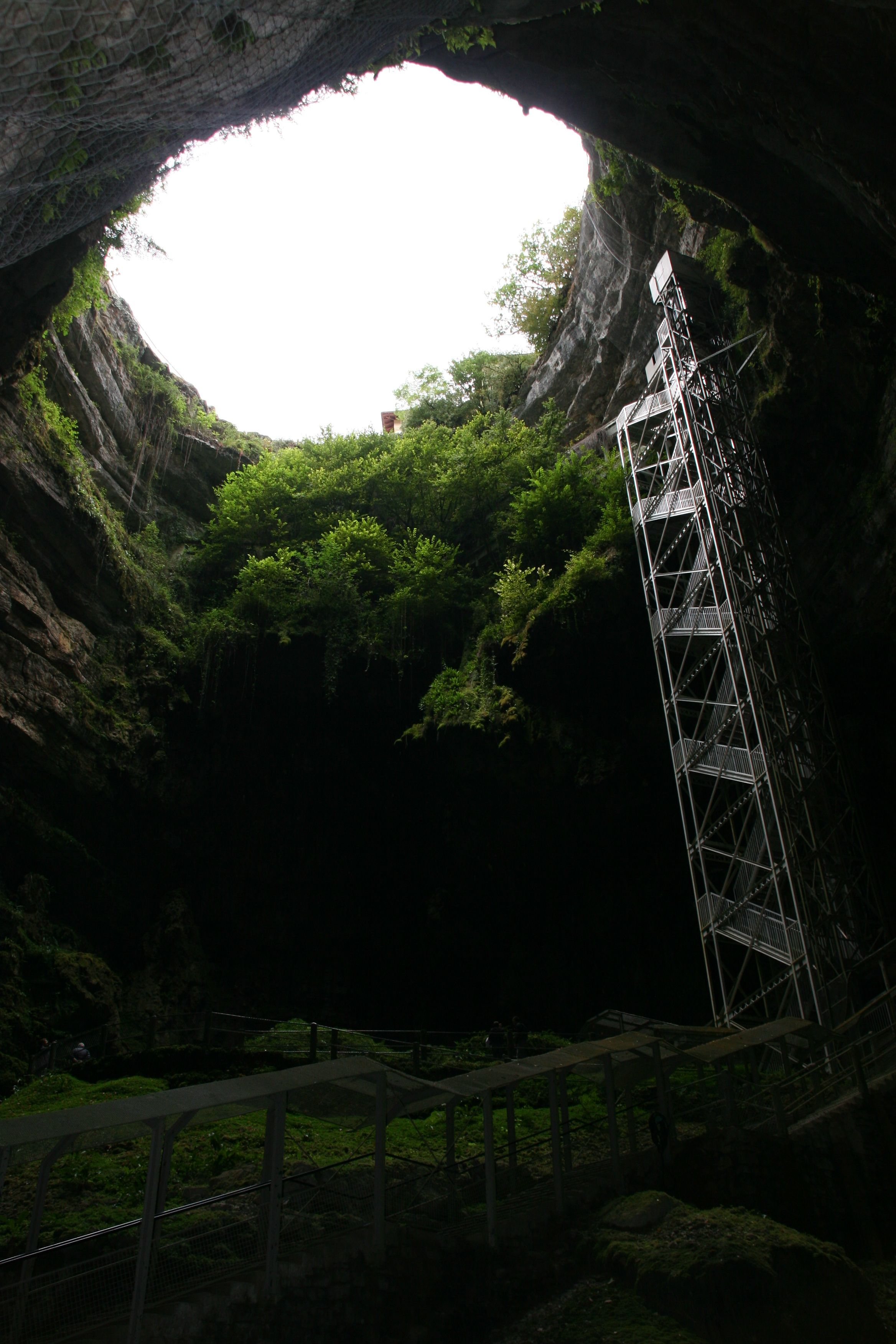
Le gouffre.
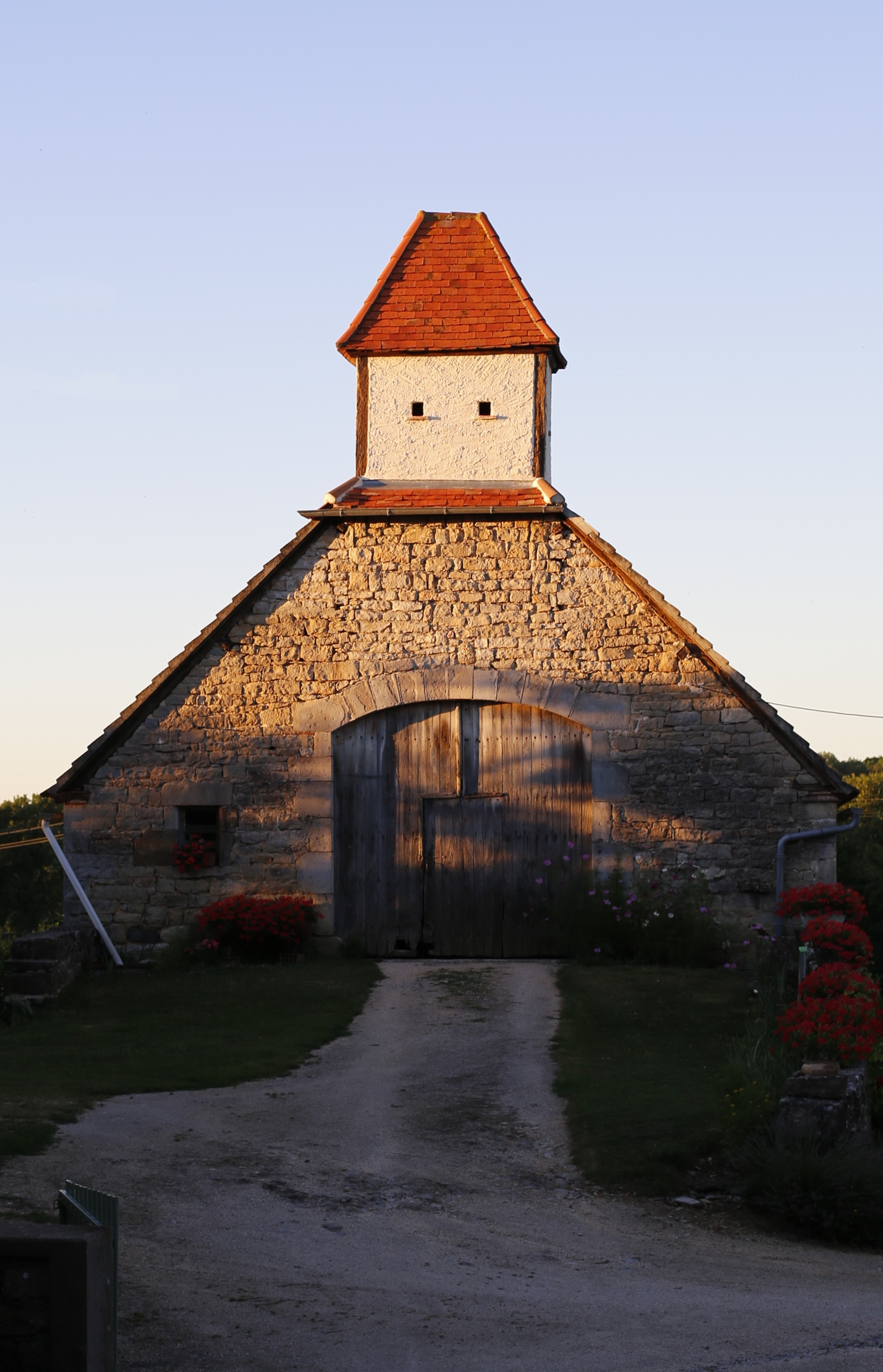
Une grange traditionnelle.

- Gouffre de Padirac : Padirac est célèbre pour sa cavité naturelle de 35 mètres de diamètre sous laquelle coule une rivière souterraine à 103 m sous terre. La grotte est ouverte au public sur une grande partie de l'année des vacances de Pâques aux vacances de Toussaint. Le film de spéléologie Padirac, rivière de la nuit de Marcel Ichac (1948) y a été tourné.

- Padiparc : Parc zoologique dédié aux reptiles
- Le Château de Padirac

### Dolmens
Padirac possède un riche patrimoine mégalithique. En 1930, Armand Viré avait recensé 13 dolmens sur la commune, tous avaient été précédemment violés et les fouilles n'y révélèrent aucun mobilier ; plusieurs étaient déjà dans un état de délabrement assez avancé.
- Dolmen d'Andrieu appelé aussi Dolmen du Champ de Monsieur : 44° 51′ 22″ N, 1° 44′ 29″ E
- Dolmen d'Escurettes : 44° 51′ 18″ N, 1° 44′ 38″ E
- Dolmen de Bougoulat : 44° 51′ 54″ N, 1° 45′ 30″ E
- Dolmen des Calcas appelé aussi Dolmen de Penot : 44° 51′ 04″ N, 1° 45′ 33″ E
- Dolmen des Claouzelles : 44° 50′ 31″ N, 1° 45′ 10″ E
- Dolmens dits des Pendus: 2 dolmens 44° 51′ 20″ N, 1° 45′ 24″ E 44° 51′ 15″ N, 1° 45′ 19″ E

### Personnalités liées à la commune
- Auguste Monton.
- Armand Bouat est un homme politique français.
- Joseph de Laroussilhe, curé de Padirac autour de 1889, qui a participé à la découverte du gouffre de Padirac (le "trou du diable"), par Edouard-Alfred Martel, l'inventeur de la spéléologie moderne: « Lors de ses expéditions, Martel bénéficiait de l'appui du curé du village, l'abbé de Laroussilhe, un homme érudit, qui renseignait les villageois sur ce que cet étranger faisait au fond du trou. Plus tard, il va expliquer à ces mêmes gens qu'on ne pouvait pas garder ces découvertes souterraines pour soi et qu'elles devraient avoir des retombées dans tout le pays, pour cela il faut qu'ils acceptent de vendre leurs terres situées au-dessus de la cavité… »[39]
- Famille de Foulhiac de Padirac, famille anoblie en 1756 par la charge de capitoul de Toulouse[40]